# 中川成夫 (考古学者)
中川 成夫（なかがわ しげお、1922年6月28日 – 2000年9月16日）は日本の考古学者、博物館学者。近世考古学の提唱者として、以後の研究に道を開くとともに、博物館学の第一人者として長年にわたって研究に携わり、学芸員の養成にも尽力した。

## 略歴
大阪府生まれ。1942年に台北帝国大学予科文科に入学し、1944年に修了。同年10月1日に同大学文政学部史学科南洋史学専攻に進学する。1946年台北帝国大学廃止により、東京帝国大学文学部史学科に転入学し、1949年に卒業。同年、東京大学助手に採用される。1955年に東京大学を退職し、1957年立教大学専任講師、1960年同大学助教授、1967年教授となり、文学部で考古学の授業を受け持つとともに、学芸員課程で博物館学も担当する。
1969年4月には、日本考古学協会の総会で立教大学博物館学研究室の加藤晋平とともに「近世考古学の提唱」と題する発表を行い、近世においても考古学でアプローチすべき場面があるのではないかと問題提起し、以後の研究に道が開かれることとなった。
1986年、立教大学を退職。この間、新潟県文化財保護審議委員、社団法人日本博物館協会理事、国際博物館会議日本委員会委員などを務める。

## 主な著作
- 『埼玉県大里郡花園村の考古学的調査』立教大学史学研究室編 立教大学文学部史学科調査報告3 立教大学史学研究室 1958年1月
- 『越後華報寺中世墓址群の調査』中川成夫, 岡本勇 立教大学文学部史学科調査報告4 立教大学史学研究室 1959年12月
- 『新潟県頸城古墳群の調査』中川成夫, 岡本勇 立教大学文学部史学科調査報告5 立教大学史学研究室 1960年12月
- 『鳥取県牧谷古墳群の研究』中川成夫ほか 立教大学文学部史学科調査報告6 立教大学史学研究室 1962年1月
- 『新潟県北蒲原郡における二窯址の調査』立教大学文学部史学科調査報告7 立教大学史学研究室 1962年3月
- 『新潟県笹神村村杉遺跡の調査』中川成夫執筆代表 立教大学文学部史学科調査報告9 立教大学史学研究室 1963年11月
- 『信濃川中流域の遺跡遺物 : 新潟県小千谷市内における考古学的調査』中川成夫執筆代表 立教大学文学部史学科調査報告10 立教大学史学研究室 1964年1月
- 『新潟県安田町ツベタ遺跡の調査』中川成夫執筆代表 立教大学文学部史学科調査報告11 立教大学考古学研究室 1966年3月
- 『新潟県北蒲原郡笹神村狼沢窯址群の調査』中川成夫ほか 立教大学考古学研究室調査報告1 立教大学文学部考古学研究室 1973年
- 『大学における学芸員養成の諸問題』学芸員課程創設30周年記念特集 立教大学 学校・社会教育講座 立教大学博物館研究 1982年10月
- 『歴史考古学の方法と課題』雄山閣 1985年
- 『博物館学論考』雄山閣 1988年